# Браник (лист)
Браник је био политички лист Срба у Војводини који је излазио у периоду од 1885. до 1914. године.

## Историјат
Браник је почео излазити 17. октобра 1885. у Новом Саду. Власник и издавач био је Миша Димитријевић, а одговорни уредник Никола Јоксимовић. Од 1892. године власник је постало акционарско друштво, уредник Јанко Перић, а управник др Михаило Полит-Десанчић.
Од покретања до краја 1903. године излазио је уторком, четвртком и суботом. Потом је у периоду 1904-1911. године излазио шест пута недељно. Последње две године (1912-1914) излазио је пет пута недељно.
Након раскола у Српској народној слободоумној странци 1887. године Браник је постао орган либералне, а лист Застава радикалне струје. Ривалство некадашњих страначких колега је изазивало константне сукобе два гласила. Браник је баштинио своју политику на наслеђу Светозара Милетића и Бечкеречког програма. Имао је подршку средњег српског грађанства у Аустроугарској: интелигенције, земљопоседника, трговаца... За разлику од Заставе био умеренији у критици како угарских, тако и српских власти наступајући дипломатски. Мађарске владе су тежиле продубљивању јаза између два листа како би ослабиле борбу за национална права Срба у Монархији.
Једна од последица отвореног непријатељства аустроугарских власти према српској заједници по избијању Првог светског рата била је и забрана српске штампе. Жртва ове политике је постао и Браник, па је тако последњи број изашао 1. августа 1914.
Заоставштина Браника наставила је да живи и након гашења листа, с обзиром да су ставови који су изношени на његовим страницама допринели нестанку Аустроугарске, али и изграђивању свести о потреби стварања самосталне државе Јужних Словена.